# Macropanax dispermus
Macropanax dispermus là một loài thực vật có hoa trong Họ Cuồng cuồng. Loài này được (Blume) Kuntze mô tả khoa học đầu tiên năm 1891.